# Марана (Эстония)
Ма́рана (эст. Marana) — деревня в волости Саарде уезда Пярнумаа, Эстония.

## География и описание
Расположена на расстоянии 32 километров к юго-востоку от уездного центра — города Пярну. На юге граничит с волостным центром — городом Килинги-Нымме. Высота над уровнем моря — 59 метров.
Официальный язык — эстонский. Почтовый индекс — 86211.

## Население
По данным переписи населения 2021 года, в Марана насчитывалось 13 жителей, все — эстонцы.
По данным переписи населения 2011 года, в деревне проживал 21 человек, также все — эстонцы.
Численность населения деревни Марана по данным переписей населения:
| Год  | 1959 | 1979 | 1979 | 1989 | 2000 | 2011 | 2021 |
| ---- | ---- | ---- | ---- | ---- | ---- | ---- | ---- |
| Чел. | 39   | ↗ 88 | ↘ 46 | ↘ 39 | ↘ 29 | ↘ 21 | ↘ 13 |

## История
В письменных источниках начала XX века деревня упоминается как дворы Марана.
Как официальная деревня, Марана появилась в списке 1970 года. В северо-восточной части деревни ранее располагались хутора Кикепыхья (эст. Kikepõhja talud).
В советское время на территории деревни Марана был установлен памятник с надписью «Слава советским бойцам, павшим в Лийвамяэском сражении 4 июля 1941 года», посвящённый бойцам Пярнуского истребительного батальона, погибшим в сражении с силами «Омакайтсе» у города Килинги-Нымме в первые месяцы Великой Отечественной войны. В протоколе от 30 ноября 2022 года рабочая группа по советским памятникам при Госканцелярии Эстонии признала памятник «красным монументом», подлежащим удалению из общественного пространства. Памятник был демонтирован в 2023 году (см. Список советских военных памятников Эстонии).

## Происхождение топонима
Название деревни можно сравнить с эстонским названием растения лапчатка — maran.

## Комментарии
1. ↑  Эстонские топонимы, оканчивающиеся на -а, не склоняются и не имеют женского рода (исключение — Нарва)[6].